# Castelginest
Castelginest là một xã thuộc tỉnh Haute-Garonne trong vùng Occitanie ở tây nam nước Pháp. Xã nằm ở khu vực có độ cao trung bình 115 mét trên mực nước biển.

## Di tích

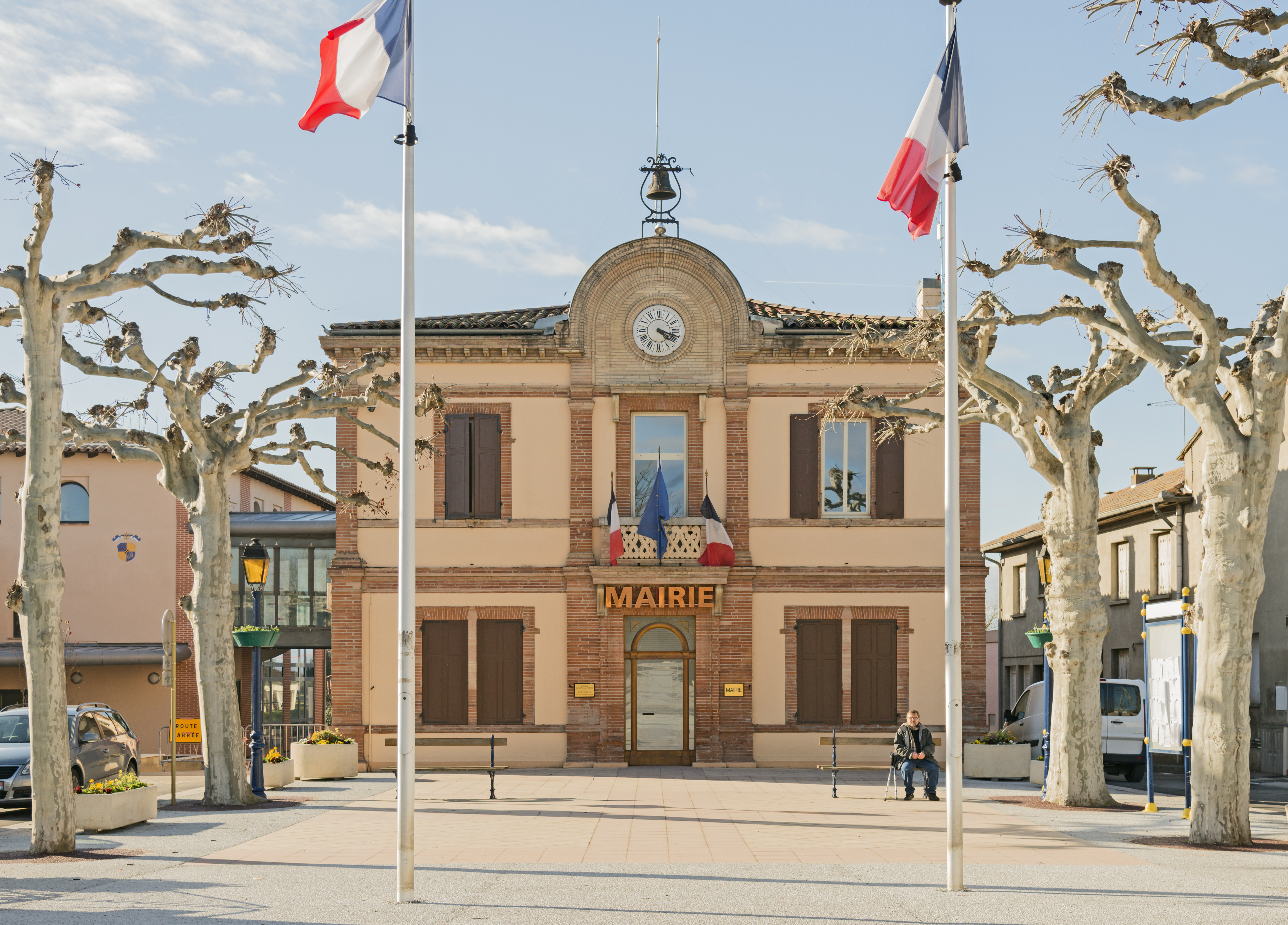
Tòa thị chính.
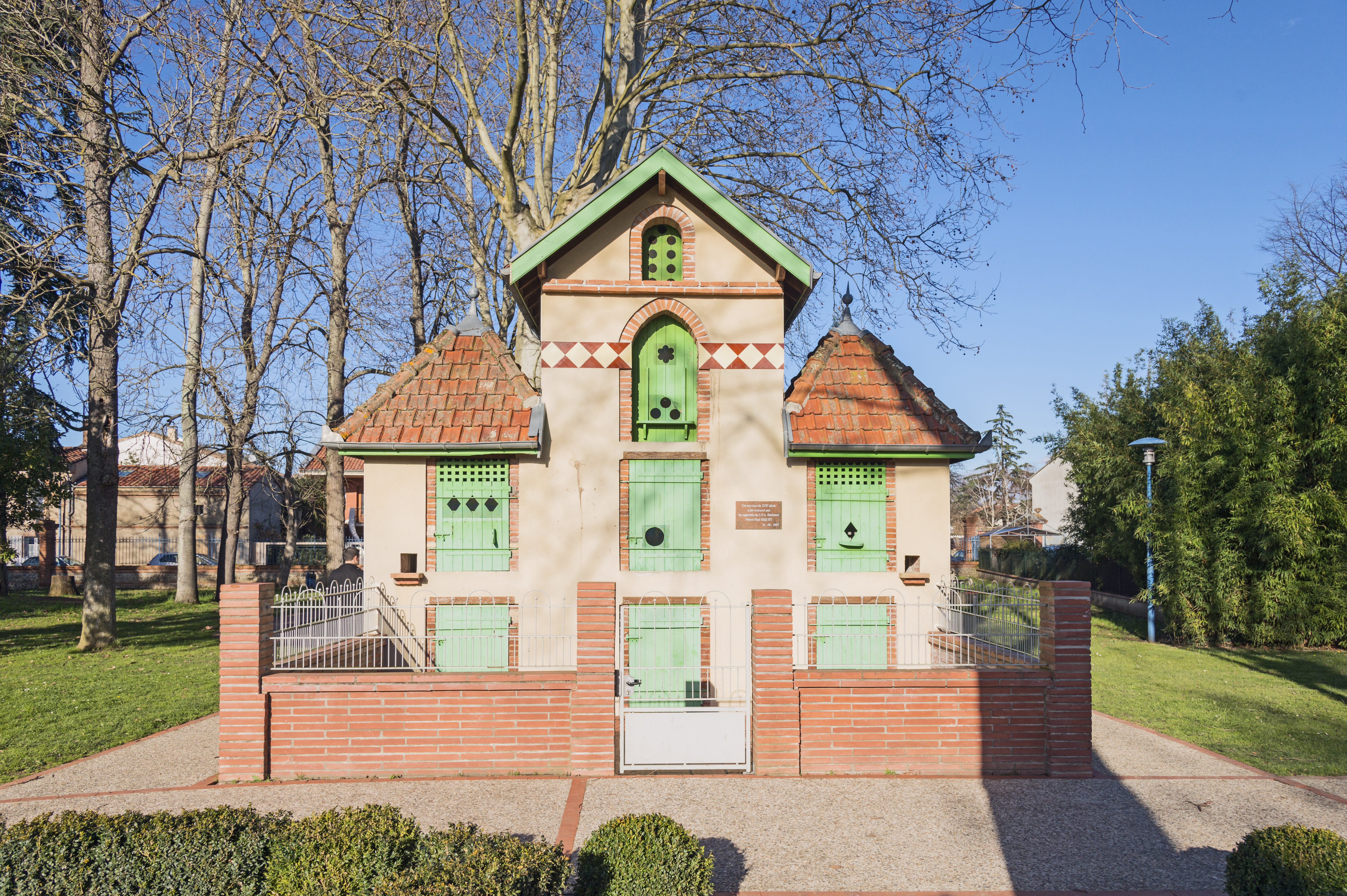
Chuồng bồ câu.
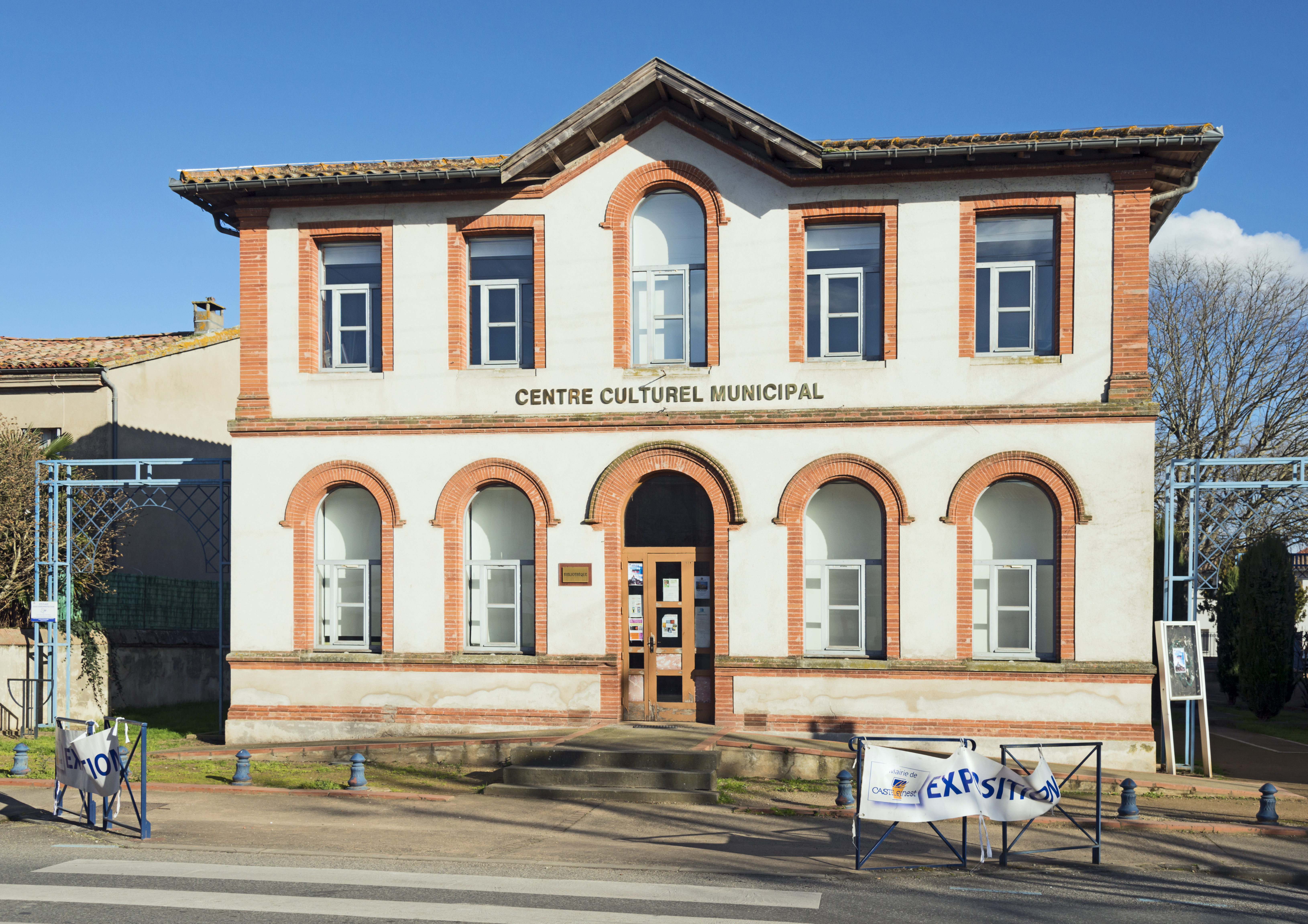
Trung tâm Văn hóa thành phố.
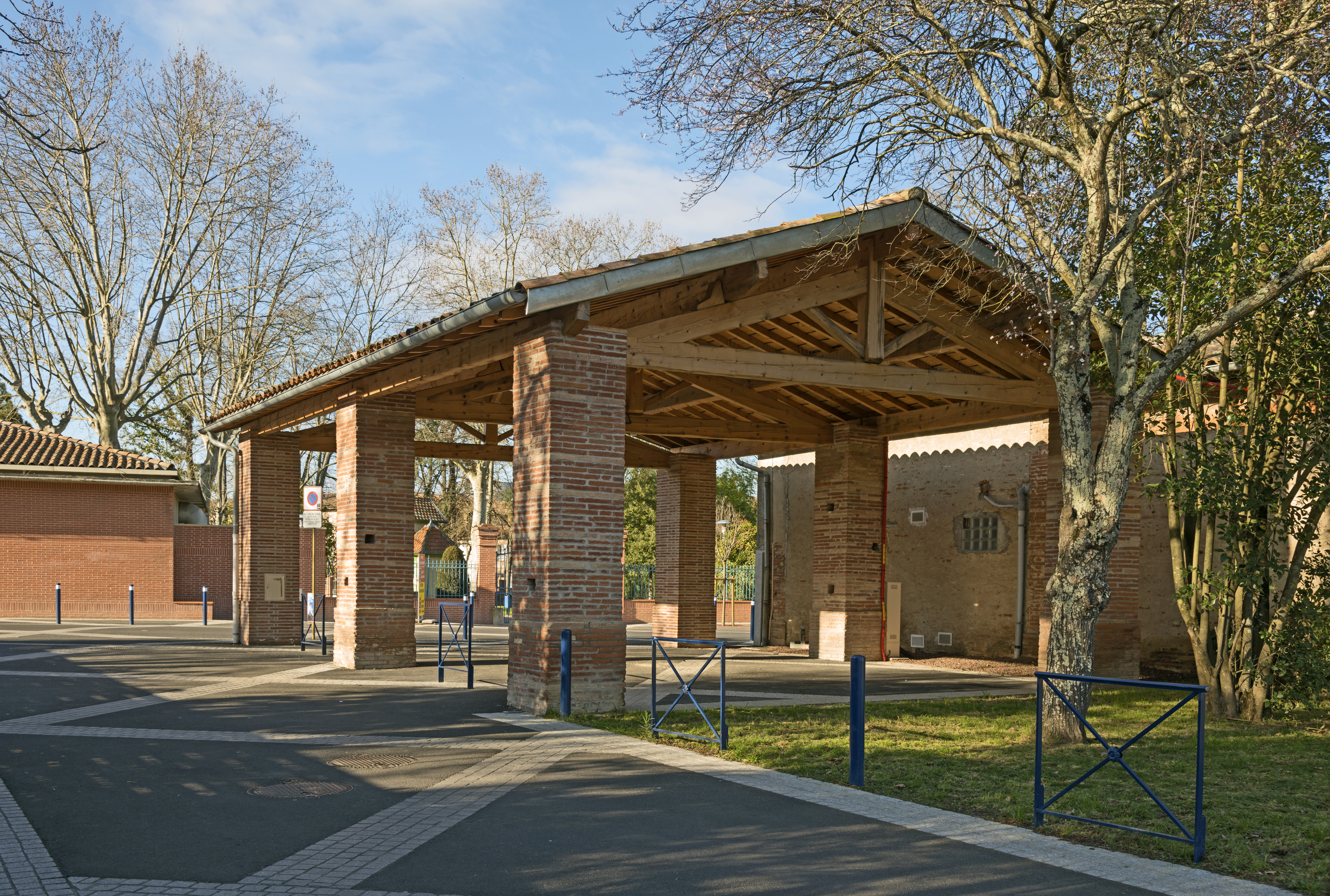
Hội trường thị trường.
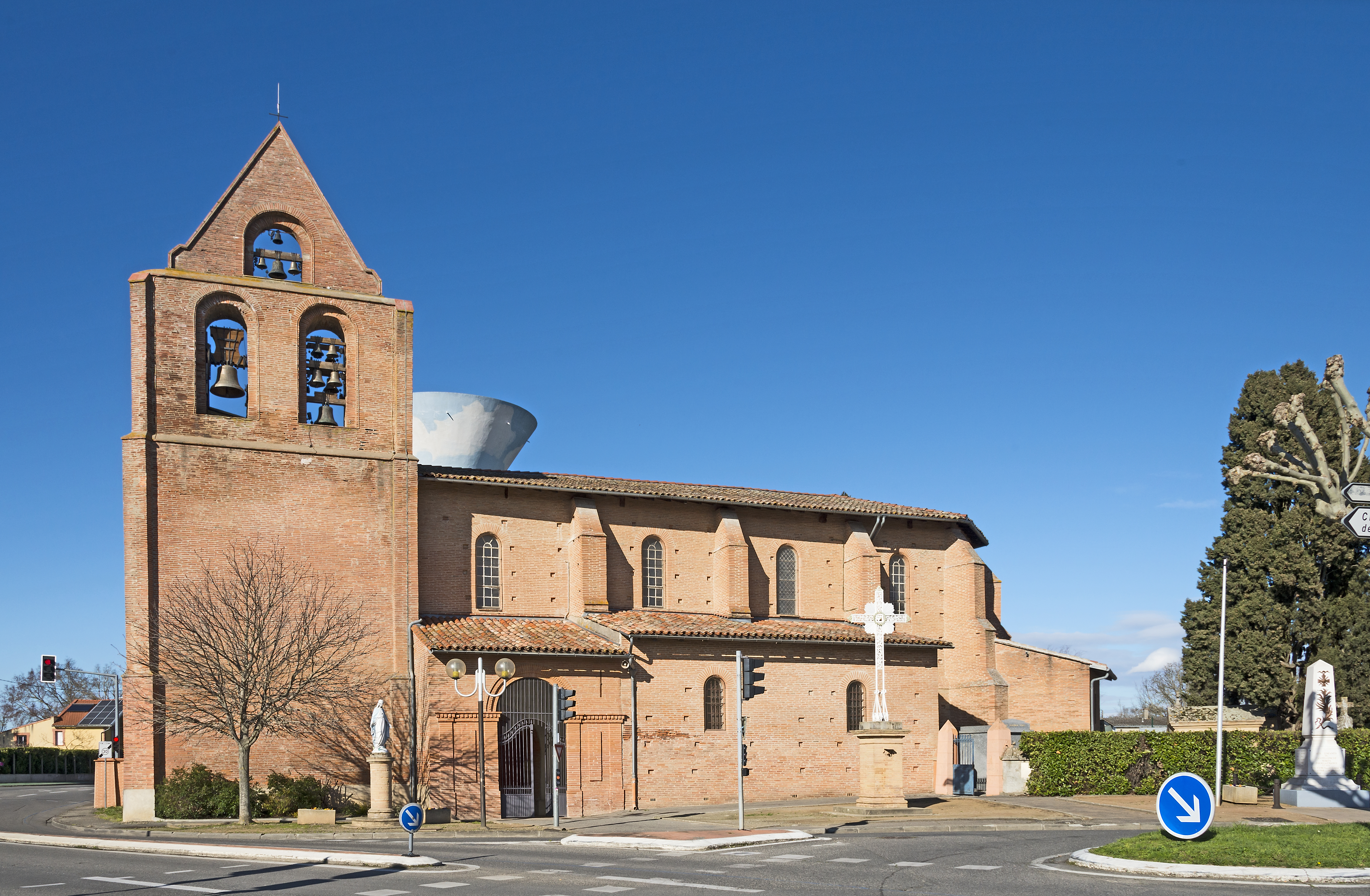
Nhà thờ Saint-Étienne
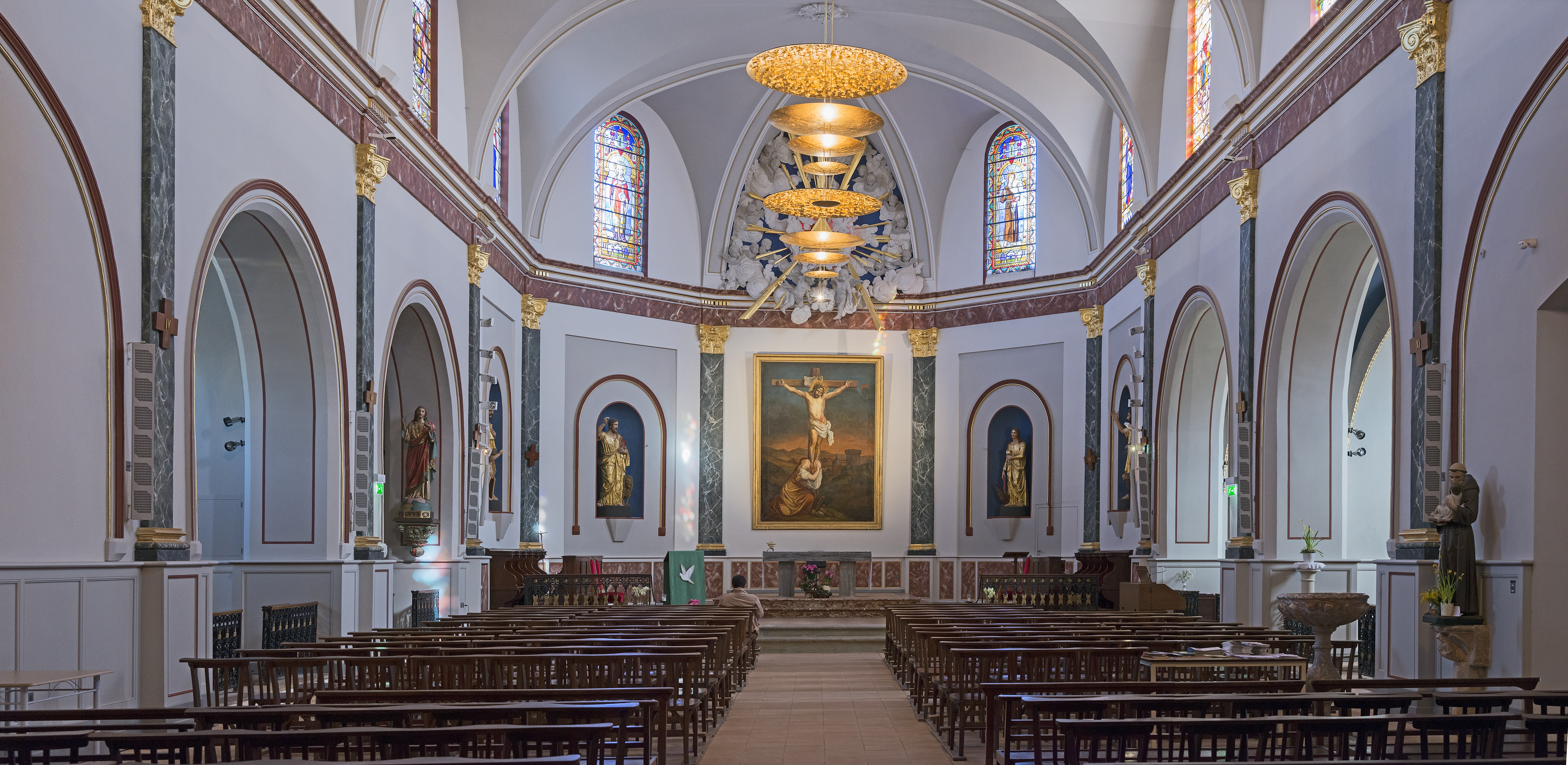